# Élection présidentielle roumaine de 2014
L'élection présidentielle roumaine de 2014 se tient les 2 et 16 novembre 2014 afin d’élire le président de la Roumanie.
Alors que quatorze candidats sont en lice au premier tour, le Premier ministre social-démocrate, Victor Ponta, et le maire libéral de Sibiu, Klaus Iohannis, se qualifient pour le second tour. Après une campagne d'entre-deux-tours marquée par d'importantes manifestations contre l'organisation du scrutin par le gouvernement, Klaus Iohannis parvient à rattraper son retard sur son concurrent et l’emporte avec 54,4 % des voix.

## Contexte et calendrier

### Băsescu et la limite des deux mandats
Conformément à la Constitution roumaine, le président ne peut effectuer plus de deux mandats. Aussi la dernière élection, qui s'est tenue les 22 novembre et 6 décembre 2009, ayant vu la réélection pour un second mandat de Traian Băsescu, celui-ci ne peut pas se présenter une nouvelle fois.

### Calendrier de l'élection
- 5 septembre : la Cour constitutionnelle annonce la composition du Bureau électoral central pour l'élection présidentielle. Il est composé de juges de la Haute Cour de cassation, de représentants de l'Autorité électorale permanente et des partis politiques[1]. La juge Veronica Năstasie en est élue présidente[2].
- 23 septembre : dernier jour pour la déclaration des candidatures.
- 24 septembre : le Bureau électoral central valide les quatorze candidatures qui lui ont été soumises[3].
- 3 octobre–1er novembre : campagne électorale[4].
- 2 novembre, de 7 h à 21 h : premier tour de l'élection présidentielle. Plus de 18,3 millions de citoyens résidant en Roumanie et 530 000 Roumains vivant à l'étranger sont attendus dans les bureaux de vote[1].
- 7–15 novembre : campagne électorale.
- 16 novembre : second tour de l'élection présidentielle.

## Mode de scrutin
Le Président de la Roumanie est élu au scrutin uninominal majoritaire à deux tours pour un mandat de cinq ans renouvelable une seule fois. Est élu le candidat qui réunit la majorité absolue des suffrages du total des électeurs inscrits sur les listes électorales. A défaut, un second tour est organisé entre les deux candidats arrivés en tête, et celui recueillant le plus de suffrages est déclaré élu,.
Les résultats sont validés par la Cour constitutionnelle. Le président élu prête ensuite serment devant la Chambre des Députés et le Sénat, réunis en séance commune.

## Candidats

### Candidatures validées
Le 23 septembre 2014, quatorze candidats ont soumis leur candidature au Bureau électoral central, réunissant les 200 000 signatures d'électeurs nécessaires :
| Candidat                     | Candidat                | Parti(s)                                 | Idéologie                                     | Annonce candidature |
| ---------------------------- | ----------------------- | ---------------------------------------- | --------------------------------------------- | ------------------- |
| Victor Ponta en février 2014 | Victor Ponta            | Alliance électorale PSD - UNPR - PC      | Social-démocratie                             | 12 septembre 2014   |
| Klaus Iohannis en mars 2015  | Klaus Iohannis          | Alliance chrétienne libérale (PNL-PDL)   | Libéral-conservatisme                         | 11 août 2014        |
| Monica Macovei en 2013       | Monica Macovei          | Indépendante                             | Libéral-conservatisme                         | 5 août 2014         |
| Kelemen Hunor                | Hunor Kelemen           | Union démocrate magyare de Roumanie      | Défense des intérêts de la minorité hongroise | 17 juillet 2014     |
| Elena Udrea en 2013          | Elena Udrea             | Parti Mouvement populaire                | Libéral-conservatisme                         | 19 août 2014        |
| Călin Popescu-Tăriceanu      | Călin Popescu-Tăriceanu | Indépendant                              | National-libéralisme                          | 23 juillet 2014     |
|                              | William Brînză          | Parti écologiste roumain                 | Écologie politique                            | 23 septembre 2014   |
|                              | Constantin Rotaru       | Parti de l'alliance socialiste           | Socialisme démocratique                       | 23 septembre 2014   |
| Corneliu Vadim Tudor         | Corneliu Vadim Tudor    | Parti de la Grande Roumanie              | Nationalisme                                  | 23 septembre 2014   |
|                              | Dan Diaconescu          | Parti populaire - Dan Diaconescu         | Populisme                                     | 12 octobre 2013     |
|                              | Gheorghe Funar          | Indépendant                              | Nationalisme                                  | 23 septembre 2014   |
| Zsolt Szilágyi               | Zsolt Szilágyi          | Parti populaire hongrois de Transylvanie | Défense des intérêts de la minorité hongroise | 23 septembre 2014   |
|                              | Mirel Mircea Amariței   | Parti Prodemo                            | Social-démocratie                             | 23 septembre 2014   |
| Teodor Meleșcanu             | Teodor Meleșcanu        | Indépendant                              | National-libéralisme                          | 23 septembre 2014   |

### Candidatures retirées
- Crin Antonescu, président par intérim en 2012 et ancien président du PNL : il annonce le retrait de sa candidature à la présidentielle après la rupture de l'USL en février 2014 et le faible résultat de son parti aux élections européennes.
- Mihai Răzvan Ungureanu, ancien Premier ministre, initialement candidat de Force citoyenne : il retire sa candidature, après l'absorption de son parti par le PDL.
- Cristian Diaconescu, ancien conseiller de Traian Băsescu : il est d'abord désigné candidat du PMP, avant de devoir laisser sa place à Elena Udrea, créditée de davantage d'intentions de votes dans les sondages[17].
- Cătălin Predoiu, ancien ministre de la Justice : il est d'abord désigné candidat du PDL, avant de devoir céder sa place à Klaus Iohannis, à la suite de l'alliance du centre droit.

## Sondages

### Premier tour

#### Avec Antonescu
| Institut | Date               | Ponta PSD | Antonescu PNL | Ungureanu FC | Predoiu PDL | Tudor PRM | Kelemen UDMR | Diaconescu PP-DD | Autre |
| -------- | ------------------ | --------- | ------------- | ------------ | ----------- | --------- | ------------ | ---------------- | ----- |
| Institut | Date               |           |               |              |             |           |              |                  |       |
| INSCOP   | 16–21 janvier 2014 | 29,8 %    | 22,4 %        | 11,3 %       | 5,8 %       | 4,5 %     | 4,4 %        | 1,8 %            | 20 %  |
| CSCI     | 23–26 avril 2014   | 40 %      | 12 %          | 14 %         | 6 %         | 8 %       | 5 %          | 6 %              | 9 %   |
| INSCOP   | 1–7 mai 2014       | 41,7 %    | 20,7 %        | 17,1 %       | 8,6 %       | 4,6 %     | 3,8 %        | 3,5 %            | –     |

#### Avec Iohannis
| Institut | Date             | Ponta USD | Iohannis PNL-PDL | Ungureanu FC | Tăriceanu | Kelemen UDMR | Tudor PRM | Diaconescu PMP | Diaconescu PP-DD | Autre |
| -------- | ---------------- | --------- | ---------------- | ------------ | --------- | ------------ | --------- | -------------- | ---------------- | ----- |
| Institut | Date             |           |                  |              |           |              |           |                |                  |       |
| ARP      | 16–22 juin 2014  | 41,2 %    | 29,3 %           |              | 7,1 %     | 3,5 %        | 5,7 %     | 7,0 %          | 6,2 %            |       |
| INSCOP   | 1–6 juillet 2014 | 43,6 %    | 31,2 %           | 9,6 %        | 4,5 %     | 3,5 %        | 2,8 %     | 2,6 %          | 2,2 %            | 5,2 % |

#### Avec Udrea et Macovei
| Institut         | Date                          | Ponta USD | Iohannis PNL-PDL | Macovei | Tăriceanu | Kelemen UDMR | Tudor PRM | Udrea PMP | Diaconescu PP-DD | Zsolt Szilágyi PPMT | Teodor Meleșcanu |
| ---------------- | ----------------------------- | --------- | ---------------- | ------- | --------- | ------------ | --------- | --------- | ---------------- | ------------------- | ---------------- |
| Institut         | Date                          |           |                  |         |           |              |           |           |                  |                     |                  |
| Avangarde        | 25 août-23 septembre 2014     | 42 %      | 29 %             |         | 10 %      |              |           |           |                  |                     |                  |
| INSCOP           | 30 août-4 septembre 2014      | 41,1 %    | 28,8 %           | 3,5 %   | 6,7 %     | 3,0 %        | 3,2 %     | 8,1 %     | 3,0 %            |                     | 0,5 %            |
| CSCI             | 15-18 septembre 2014          | 42 %      | 27 %             | 3 %     | 9 %       | 4 %          | 2 %       | 6 %       | 5 %              |                     |                  |
| SocioPol         | 20-23 septembre 2014          | 42 %      | 26 %             | 3 %     | 9 %       | 3 %          | 4 %       | 6 %       | 5 %              |                     | 1 %              |
| AB Research Grup | 20-25 septembre 2014          | 42 %      | 23 %             | 5 %     | 11 %      | 3 %          | 2 %       | 6 %       | 4 %              |                     | 1 %              |
| GSSC Avangarde   | 28 septembre - 3 octobre 2014 | 42 %      | 28 %             | 4 %     | 8 %       | 4 %          | 2 %       | 5 %       | 2 %              |                     | 4 %              |
| INSCOP           | 2-8 octobre 2014              | 40,6 %    | 30,2 %           | 4,6 %   | 6,2 %     | 2,5 %        | 1,7 %     | 6,7 %     | 2 %              |                     | 4,6 %            |
| Sociopol         | 18-20 octobre 2014            | 41 %      | 28 %             | 4 %     | 7 %       | 4 %          | 3 %       | 6 %       | 4 %              |                     | 2 %              |

### Second tour

#### Ponta/Iohannis
| Institut            | Date                          | Ponta USD | Iohannis PNL-PDL |
| ------------------- | ----------------------------- | --------- | ---------------- |
| Institut            | Date                          |           |                  |
| Operations Research | 5-10 juin 2014                | 59 %      | 41 %             |
| ARP                 | 16–22 juin 2014               | 55 %      | 45 %             |
| INSCOP              | 1–6 juillet 2014              | 54,8 %    | 45,2 %           |
| BCS                 | 3–12 juillet 2014             | 49,6 %    | 50,4 %           |
| Avangarde           | 25 août-23 septembre 2014     | 55 %      | 45 %             |
| INSCOP              | 30 août-4 septembre 2014      | 54 %      | 46 %             |
| CSCI                | 15-18 septembre 2014          | 57 %      | 43 %             |
| GSSC Avangarde      | 28 septembre - 3 octobre 2014 | 57 %      | 43 %             |
| INSCOP              | 2-8 octobre 2014              | 53,5 %    | 46,5 %           |
| IRES                | 14 octobre 2014               | 55 %      | 45 %             |

#### Ponta/Ungureanu
| Institut | Date             | Ponta USD | Ungureanu FC |
| -------- | ---------------- | --------- | ------------ |
| Institut | Date             |           |              |
| INSCOP   | 1–6 juillet 2014 | 62,6 %    | 37,4 %       |

#### Ponta/Tăriceanu
| Institut  | Date                      | Ponta USD | Tăriceanu |
| --------- | ------------------------- | --------- | --------- |
| Institut  | Date                      |           |           |
| Avangarde | 25 août-23 septembre 2014 | 61 %      | 39 %      |
| INSCOP    | 30 août-4 septembre 2014  | 54,7 %    | 45,3 %    |

#### Ponta/Udrea
| Institut  | Date                      | Ponta USD | Udrea PMP |
| --------- | ------------------------- | --------- | --------- |
| Institut  | Date                      |           |           |
| Avangarde | 25 août-23 septembre 2014 | 73 %      | 27 %      |
| INSCOP    | 30 août-4 septembre 2014  | 66,1 %    | 33,9 %    |

#### Ponta/Macovei
| Institut | Date                     | Ponta USD | Macovei |
| -------- | ------------------------ | --------- | ------- |
| Institut | Date                     |           |         |
| INSCOP   | 30 août-4 septembre 2014 | 66,8 %    | 33,2 %  |

## Résultats

### Résultats au niveau national
| Candidat | Candidat                | Parti        | 1re tour  | 1re tour | 2e tour   | 2e tour |
| Candidat | Candidat                | Parti        | Voix      | %        | Voix      | %       |
| -------- | ----------------------- | ------------ | --------- | -------- | --------- | ------- |
|          | Victor Ponta            | PSD-UNPR-PC  | 3 771 422 | 40,44 %  | 5 264 383 | 45,56 % |
|          | Klaus Iohannis          | PNL-PDL      | 2 846 227 | 30,37 %  | 6 288 769 | 54,43 % |
|          | Călin Popescu-Tăriceanu | Indépendant  | 504 880   | 5,36 %   |           |         |
|          | Elena Udrea             | PMP          | 484 397   | 5,20 %   |           |         |
|          | Monica Macovei          | Indépendante | 417 865   | 4,44 %   |           |         |
|          | Dan Diaconescu          | PPDD         | 373 944   | 4,03 %   |           |         |
|          | Corneliu Vadim Tudor    | PRM          | 343 016   | 3,68 %   |           |         |
|          | Hunor Kelemen           | UDMR         | 327 918   | 3,47 %   |           |         |
|          | Teodor Meleșcanu        | Indépendant  | 102 936   | 1,09 %   |           |         |
|          | Zsolt Szilágyi          | PPMT         | 52 809    | 0,56 %   |           |         |
|          | Gheorghe Funar          | Indépendant  | 44 932    | 0,47 %   |           |         |
|          | William Brînză          | PER          | 42 640    | 0,45 %   |           |         |
|          | Constantin Rotaru       | PAS          | 28 414    | 0,30 %   |           |         |
|          | Mirel Mircea Amariței   | PP           | 7 794     | 0,08 %   |           |         |

### Résultats du premier tour par județ

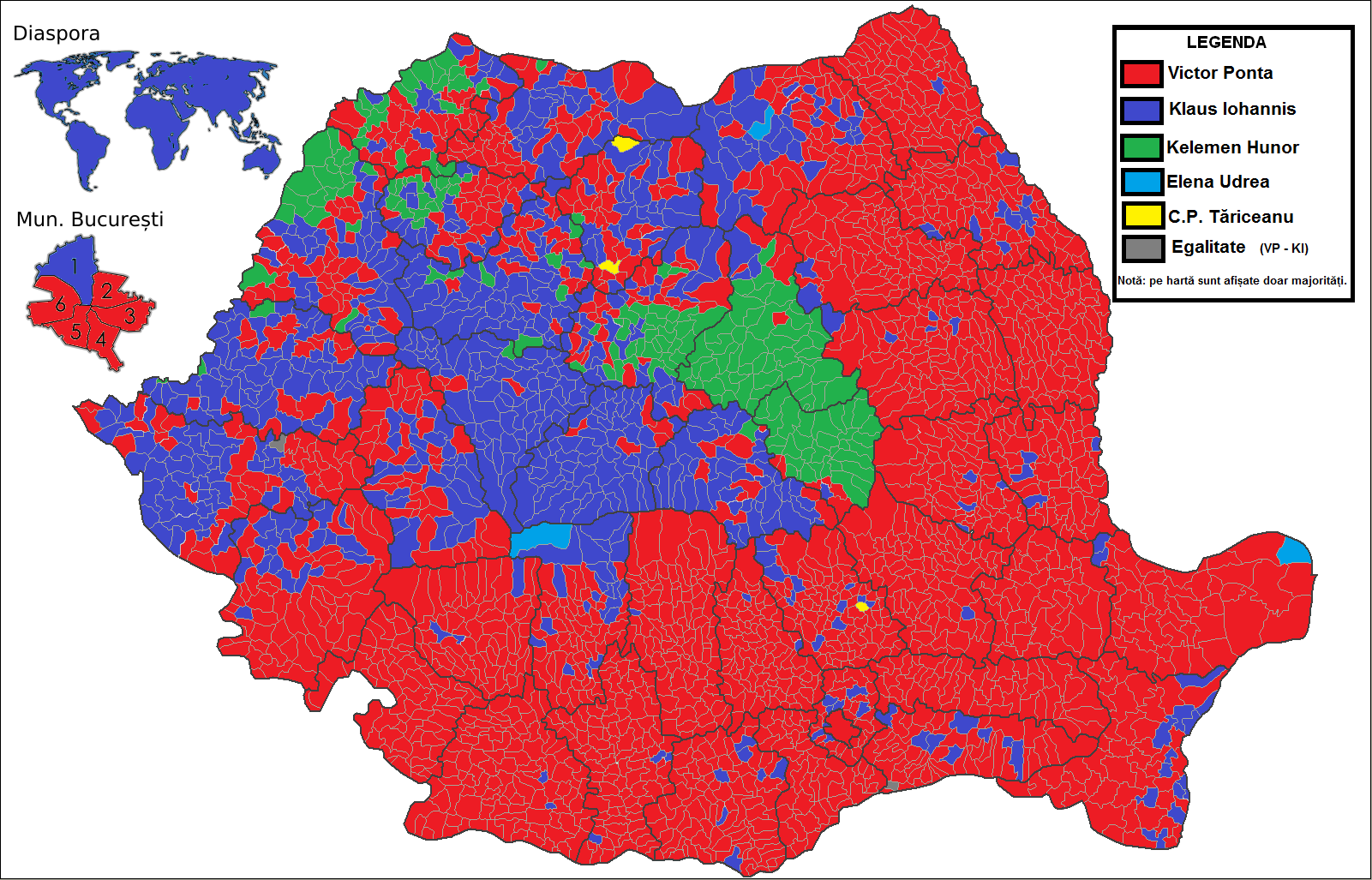
Résultats du premier tour.

Résultats du 1er tour par județ.
Victor Ponta
Klaus Iohannis
Hunor Kelemen

| Județe          | Ponta (PSD) | Iohannis (ACL) | Tăriceanu (Ind.) | Udrea (PMP) | Macovei (Ind.) | Kelemen (UDMR) |        |
| --------------- | ----------- | -------------- | ---------------- | ----------- | -------------- | -------------- | ------ |
| Județe          | Alba        | 27,43 %        | 52,57 %          | 3,88 %      | 3,91 %         | 2,29 %         | 2,37 % |
| Arad            | 29,48 %     | 44,55 %        | 4,12 %           | 4,92 %      | 2,83 %         | 3,94 %         |        |
| Argeș           | 49,75 %     | 20,99 %        | 8,04 %           | 5,69 %      | 2,97 %         | 0,33 %         |        |
| Bacău           | 48,64 %     | 26,23 %        | 4,82 %           | 4,65 %      | 3,61 %         | 0,59 %         |        |
| Bihor           | 32,24 %     | 37,31 %        | 3,45 %           | 3,01 %      | 2,51 %         | 11,8 %         |        |
| Bistrița-Năsăud | 36,28 %     | 44,68 %        | 3,53 %           | 3,6 %       | 2,21 %         | 3,02 %         |        |
| Botoșani        | 55,59 %     | 22,09 %        | 4,66 %           | 3,35 %      | 1,96 %         | 0,43 %         |        |
| Brașov          | 30,75 %     | 39 %           | 7,04 %           | 4,24 %      | 5,64 %         | 3,65 %         |        |
| Brăila          | 51,54 %     | 20,09 %        | 6,03 %           | 5,24 %      | 3,23 %         | 0,43 %         |        |
| Bucarest        | 31,74 %     | 27,24 %        | 10,43 %          | 6,24 %      | 11,99 %        | 0,18 %         |        |
| Buzău           | 54,21 %     | 19,9 %         | 5,30 %           | 6,06 %      | 2,38 %         | 0,31 %         |        |
| Caraș-Severin   | 43,03 %     | 34,48 %        | 4,07 %           | 4,45 %      | 2,19 %         | 0,71 %         |        |
| Călărași        | 49,76 %     | 27,36 %        | 3,55 %           | 4,22 %      | 2,3 %          | 0,45 %         |        |
| Cluj            | 23,79 %     | 42,53 %        | 3,53 %           | 3,6 %       | 2,21 %         | 3,02 %         |        |
| Constanța       | 37,36 %     | 29,41 %        | 4,63 %           | 8,07 %      | 6,38 %         | 0,36 %         |        |
| Covasna         | 13,69 %     | 14,9 %         | 1,94 %           | 2,7 %       | 1,13 %         | 50,41 %        |        |
| Dâmbovița       | 52,54 %     | 23,78 %        | 3,96 %           | 5,42 %      | 2,63 %         | 0,28 %         |        |
| Dolj            | 54,78 %     | 23,11 %        | 4,94 %           | 3,91        | 2,18 %         | 0,26 %         |        |
| Galați          | 48,11 %     | 24,97 %        | 5,97 %           | 5,12 %      | 4,2 %          | 0,47 %         |        |
| Giurgiu         | 61,32 %     | 15,4 %         | 4,98 %           | 5,45 %      | 1,84 %         | 0,25 %         |        |
| Gorj            | 50,25 %     | 24,38 %        | 5,65 %           | 5,84 %      | 1,52 %         | 0,52 %         |        |
| Harghita        | 8,13 %      | 10,76 %        | 0,93 %           | 2,6 %       | 0,75 %         | 62,97 %        |        |
| Hunedoara       | 43,59 %     | 31,64 %        | 5,52 %           | 4,69 %      | 2,32 %         | 1,90 %         |        |
| Ialomița        | 53,61 %     | 18,99 %        | 5,1 %            | 5,27 %      | 2,82 %         | 0,31 %         |        |
| Iași            | 43,46 %     | 29,73 %        | 5,43 %           | 4,81 %      | 6,05 %         | 0,42 %         |        |
| Ilfov           | 39,97 %     | 27,71 %        | 7,56 %           | 5,93 %      | 6,5 %          | 0,26 %         |        |
| Maramureș       | 36,46 %     | 36,55 %        | 4,15 %           | 6,28 %      | 3,24 %         | 3,29 %         |        |
| Mehedinți       | 57,4 %      | 21,1 %         | 5,3 %            | 4,80 %      | 1,40 %         | 0,47 %         |        |
| Mureș           | 26,49 %     | 32,02 %        | 2,61 %           | 3,05 %      | 2,79 %         | 22,96 %        |        |
| Neamț           | 49,42 %     | 22,65 %        | 4,55 %           | 7,26 %      | 3,66 %         | 0,40 %         |        |
| Olt             | 59,99 %     | 18,94 %        | 3,31 %           | 4,3 %       | 1,32 %         | 0,32 %         |        |
| Prahova         | 39,41 %     | 27,71 %        | 8,4 %            | 6,72 %      | 4,55 %         | 0,35 %         |        |
| Satu Mare       | 31,63 %     | 32,37 %        | 5,34 %           | 3,14 %      | 1,54 %         | 18,69 %        |        |
| Sălaj           | 32,15 %     | 34,53 %        | 3,15 %           | 3,86 %      | 1,89 %         | 16,77 %        |        |
| Sibiu           | 19,35 %     | 69,87 %        | 2,3 %            | 1,57 %      | 1,27 %         | 1,11 %         |        |
| Suceava         | 43,84 %     | 32,63 %        | 4,72 %           | 5,7 %       | 2,37 %         | 0,60 %         |        |
| Teleorman       | 57,92 %     | 23,24 %        | 3,2 %            | 3,84 %      | 1,50 %         | 0,32 %         |        |
| Timiș           | 29,66 %     | 42,03 %        | 5,2 %            | 5,95 %      | 6,19 %         | 1,84 %         |        |
| Tulcea          | 42,76 %     | 26,25 %        | 3,59 %           | 9,29 %      | 3,63 %         | 0,48 %         |        |
| Vaslui          | 54,03 %     | 21,55 %        | 3,92 %           | 5,56 %      | 2,62 %         | 0,68 %         |        |
| Vâlcea          | 44,32 %     | 34,42 %        | 5,82 %           | 4,1 %       | 1,78 %         | 0,63 %         |        |
| Vrancea         | 49,95 %     | 26,82 %        | 3,33 %           | 5,71 %      | 2,81 %         | 0,39 %         |        |
| Diaspora        | 15,89 %     | 46,17 %        | 2,95 %           | 9,78 %      | 15,2 %         | 0,55 %         |        |

### Résultats du second tour par județ

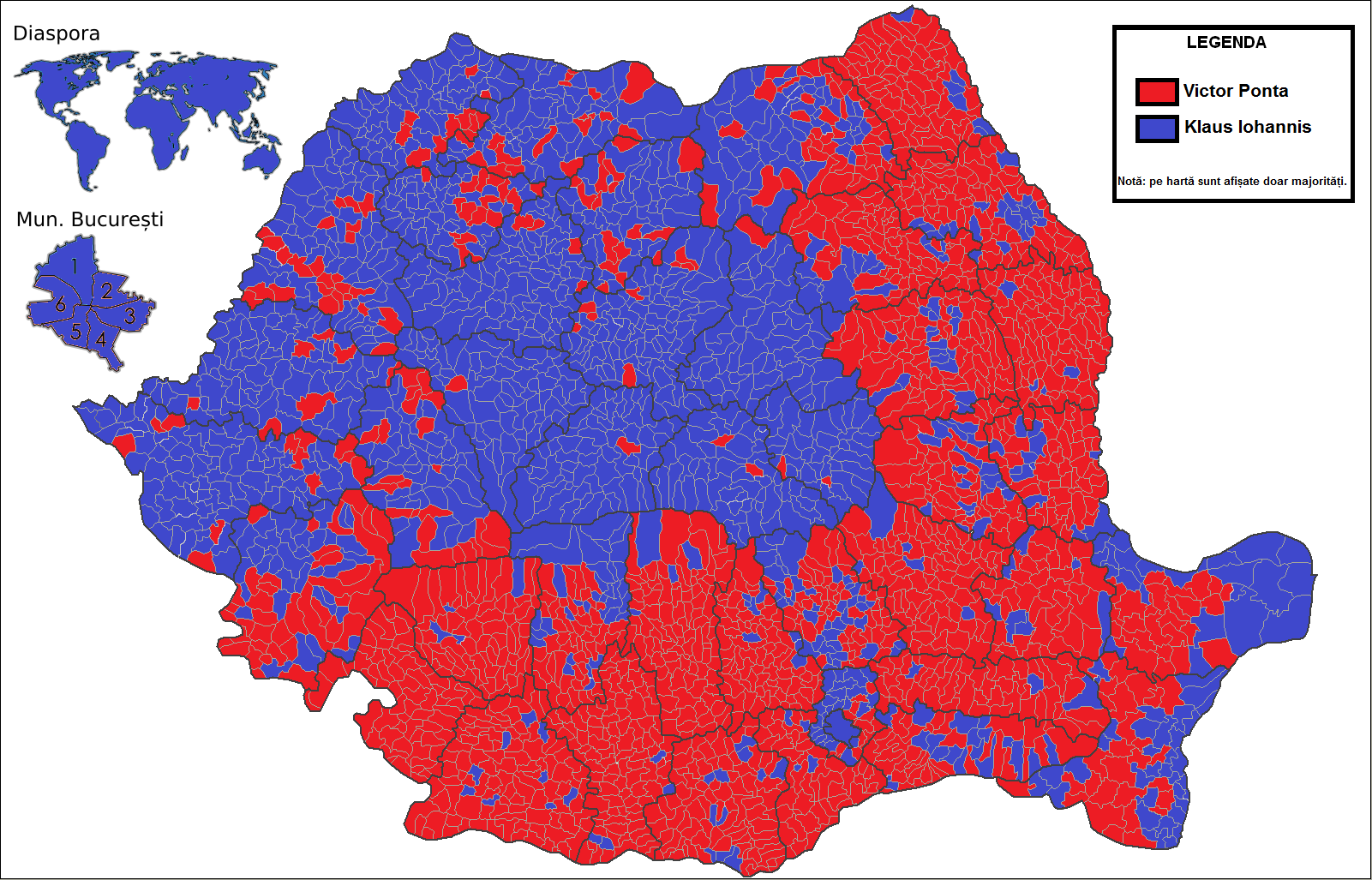
Résultats du 2e tour par commune
Victor Ponta
Klaus Iohannis

Résultats du 2e tour par județ
Victor Ponta
Klaus Iohannis

| Județe          | Ponta (PSD) | Iohannis (ACL) |         |
| --------------- | ----------- | -------------- | ------- |
| Județe          | Alba        | 30,4 %         | 69,59 % |
| Arad            | 34,12 %     | 65,88 %        |         |
| Argeș           | 59,27 %     | 40,73 %        |         |
| Bacău           | 53,55 %     | 46,45 %        |         |
| Bihor           | 36,51 %     | 63,48 %        |         |
| Bistrița-Năsăud | 37,73 %     | 62,26 %        |         |
| Botoșani        | 62,72 %     | 37,27 %        |         |
| Brașov          | 36,9 %      | 63,09 %        |         |
| Brăila          | 57,94 %     | 42,05 %        |         |
| Bucarest        | 45 %        | 55 %           |         |
| Buzău           | 60,9 %      | 39,1 %         |         |
| Caraș-Severin   | 48,06 %     | 51,93 %        |         |
| Călărași        | 55,18 %     | 44,81 %        |         |
| Cluj            | 26,18 %     | 73,82 %        |         |
| Constanța       | 42,93 %     | 57,07 %        |         |
| Covasna         | 22,05 %     | 77,95 %        |         |
| Dâmbovița       | 58,08 %     | 41,92 %        |         |
| Dolj            | 60,6 %      | 39,39 %        |         |
| Galați          | 54,02 %     | 45,98 %        |         |
| Giurgiu         | 68,38 %     | 31,62 %        |         |
| Gorj            | 58,29 %     | 41,7 %         |         |
| Harghita        | 20,22 %     | 79,78 %        |         |
| Hunedoara       | 50,37 %     | 49,63 %        |         |
| Ialomița        | 61,4 %      | 38,6 %         |         |
| Iași            | 49,33 %     | 50,66 %        |         |
| Ilfov           | 48,18 %     | 51,82 %        |         |
| Maramureș       | 39,72 %     | 60,27 %        |         |
| Mehedinți       | 63,26 %     | 36,73 %        |         |
| Mureș           | 31,36 %     | 68,63 %        |         |
| Neamț           | 54,95 %     | 45,05 %        |         |
| Olț             | 64,77 %     | 35,22 %        |         |
| Prahova         | 47,53 %     | 52,46 %        |         |
| Satu Mare       | 34,79 %     | 65,2 %         |         |
| Sălaj           | 37,06 %     | 62,93 %        |         |
| Sibiu           | 20,51 %     | 79,48 %        |         |
| Suceava         | 48,49 %     | 51,5 %         |         |
| Teleorman       | 63,42 %     | 36,57 %        |         |
| Timiș           | 33,26 %     | 66,73 %        |         |
| Tulcea          | 47,36 %     | 52,63 %        |         |
| Vaslui          | 59,7 %      | 40,03 %        |         |
| Vâlcea          | 50,66 %     | 49,34 %        |         |
| Vrancea         | 53,77 %     | 46,22 %        |         |
| Diaspora        | 10,32 %     | 89,68 %        |         |